# اعتراضات علیه دونالد ترامپ
اعتراضات زیادی در جریان مبارزات انتخاباتی دونالد ترامپ در سال ۲۰۱۵ و ۲۰۱۶ و همچنین متعاقب پیروزی او در انتخابات در نوامبر ۲۰۱۶ به وقوع پیوسته است.
در شهرهای زیر از تاریخ ۹ نوامبر ۲۰۱۶ ناآرامی یا اعتراض به ریاست جمهوری دونالد ترامپ اتفاق افتاده است:
- آتلانتا[۲]
- ان آربر، میشیگان[۳]
- آستین، تگزاس[۴]
- شیکاگو، که در آن، معترضان ورودی برج و هتل بین‌المللی ترامپ را مسدود کرده‌اند.[۵][۶][۷][۸]
- کلیولند، اوهایو[۹]
- دالاس[۱۰]
- دموین، آیووا[۱۱]
- دیترویت[۱۲]
- هیوستون[۱۳]
- لاس وگاس[۱۴]
- لس آنجلس[۱۵]
- میامی (فلوریدا)[۱۶]
- نشویل[۱۷]
- نیویورک[۱۸]
- اوکلند، کالیفرنیا[۱۹]
- اوماها، نبراسکا[۲۰]
- فیلادلفیا، پنسیلوانیا[۲۱]
- فینیکس، آریزونا[۲۲]
- پورتلند، مین[۲۳]
- پورتلند، اورگن[۲۴]
- رینو، نوادا[۲۵]
- ریچموند، ویرجینیا[۲۶]
- سن دیگو[۲۷]
- سان فرانسیسکو[۱۹]
- سن‌خوزه، کالیفرنیا[۲۷]
- سالت‌لیک‌سیتی[۲۸]
- سیاتل، واشینگتن[۱۵]
- واشینگتن، دی.سی.[۲۹]
- وینستون-سیلم[۳۰]

اعتراضات در دانشگاه‌های زیر نیز به وقوع پیوسته است:
- دانشگاه ایالتی آریزونا[۳۱]
- دانشگاه ایالتی کالیفرنیا در چنل آیلند[۳۲]
- Chapman University[۳۳]
- Fisk University[۱۷]
- کالج همپشایر[۳۴]
- دانشگاه ایالتی ایلینوی[۳۵]
- دانشگاه کالیفرنیا، دیویس[۳۶]
- دانشگاه کالیفرنیا، مرسد[۳۷]
- دانشگاه کالیفرنیا، سانتا کروز[۳۸]
- دانشگاه جورجیا[۳۹]
- دانشگاه کنتاکی[۴۰]
- دانشگاه میشیگان[۴۱]
- دانشگاه پیتسبرگ[۴۲]

## نگارخانه

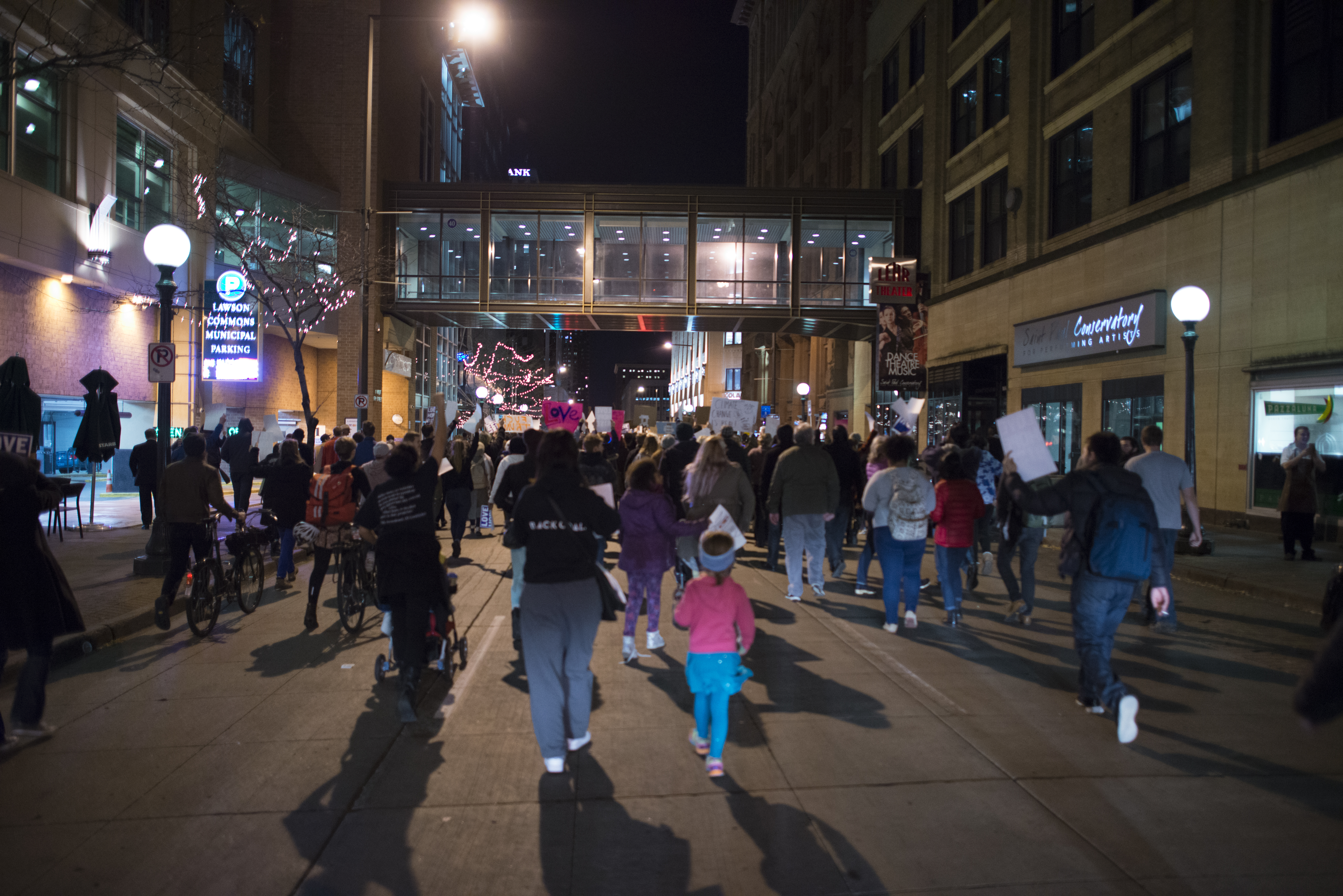

## دومین تظاهرات سراسری
دومین تظاهرات سراسری در اعتراض به سیاست‌های دونالد ترامپ، همزمان با اولین سالگرد آغاز ریاست جمهوری در ۲۰ ژانویه ۲۰۱۸ او برگزار شد. شعار مهم تظاهرات «استیضاح» بود.

## اعتراضات مردمی در دومین دور ریاست جمهوری
- در ۱۸ ژانویه ۲۰۲۵، هزاران نفر در واشینگتن جمع شدند تا علیه مراسم تحلیف دونالد ترامپ، رئیس‌جمهور منتخب، اعتراض کنند. فعالان حقوق زنان، عدالت نژادی و سایر گروه‌ها علیه سیاست‌هایی که به گفته آن‌ها، در دوره دوم ریاست‌جمهوری ترامپ تهدیدی برای حقوق اساسی آن‌ها محسوب می‌شود، دست به تظاهرات زدند. برخی از افراد حاضر در جمعیت، کلاه‌های صورتی پوشیده بودند که نماد اعتراضات گسترده‌تر علیه مراسم تحلیف نخست ترامپ در سال ۲۰۱۷ بود. معترضان در میان بارش خفیف باران در مرکز شهر راه می‌رفتند. این راهپیمایی اعتراضی به مجموعه‌ای از مسائل مختلف توجه داشت، از مهاجرت و دموکراسی گرفته تا تغییرات اقلیمی و جنگ غزه. حداقل یک معترض فشار ترامپ بر کانادا را به چالش کشید و با تابلوهایی که نوشته بود «ما ایالت پنجاه و یکم شما نیستیم» اعتراض کرد.[۴۴]
- در ۲ فوریه، هزاران نفر که علیه اخراج‌های دسته‌جمعی برنامه‌ریزی‌شده توسط دونالد ترامپ اعتراض می‌کردند، در جنوب کالیفرنیا راهپیمایی کردند، از جمله در مرکز شهر لس‌آنجلس که تظاهرکنندگان یک بزرگراه اصلی را برای چندین ساعت مسدود کردند. تظاهرکنندگان خواستار اصلاحات در قوانین مهاجرت بودند و پلاکاردهایی با شعارهایی مانند «هیچ‌کس غیرقانونی نیست» حمل می‌کردند. از صبح تا بعدازظهر، تظاهرکنندگان تمام لاین‌های بزرگراه ۱۰۱ ایالات متحده را مسدود کردند و باعث ترافیک سنگین در هر دو جهت و خیابان‌های اطراف شدند. تظاهرکنندگان در لاین‌ها نشستند. بازگشایی کامل بزرگراه بیش از پنج ساعت طول کشید.[۴۵]

در شرق لس‌آنجلس، صدها نفر در شهر ریورساید تجمع کردند. رانندگان عبوری با بوق زدن و فریاد زدن از تظاهرکنندگانی که در تقاطع پرچم تکان می‌دادند، حمایت کردند. در سن‌دیگو نیز صدها نفر در نزدیکی مرکز همایش‌های شهر تجمع کردند. در تگزاس، تظاهرکنندگان در مرکز شهر دالاس در دو تجمع جداگانه علیه بازداشت‌های اخیر توسط اداره مهاجرت و گمرک ایالات متحده (ICE) جمع شدند. پلیس دالاس به خبرگزاری آسوشیتدپرس گفت که حدود ۱۶۰۰ نفر بین این دو تجمع حضور داشتند. تظاهرکنندگان پرچم‌های مکزیک و آمریکا را حمل می‌کردند و سخنرانان از سخنان ترامپ و اقدامات دولت او برای افزایش اخراج‌ها ابراز خشم کردند. برخی از پلاکاردهای تظاهرکنندگان شامل این جمله بود: «مهاجران آمریکا را بزرگ می‌کنند.»